# Andy Zeffer
Andy Zeffer est un romancier américain contemporain. Il demeure actuellement à New York.

## Biographie
Il est diplômé du Eugene Lang College (dépendant de The New School) de New York.
Son premier roman, Going Down in La-La Land est publié en 2006. Il traite d'un jeune acteur, Adam Zeller, qui veut percer à Hollywood et qui traverse des épreuves tragicomiques. Il est soutenu par sa copine Candy. Finalement il obtient un premier rôle, mais...dans le cinéma pornographique. Ce roman a inspiré le film du même nom, dirigé par Casper Andreas et sorti en 2011.
Zeffer  a publié dans plusieurs revues, comme Genre Magazine, The Washington Blade, et The Provincetown Banner. Une de ses nouvelles a été publiée dans l'anthologie Paws and Reflect.
Son roman Abnormal Ambitions est une saga qui se déroule à East Village pendant les années 1990. Il raconte l'histoire d'Annika et de sa colocataire Gretchen qui pour financer leurs études tournent dans le cinéma érotique. Mais Gretchen rêve d'être une vraie actrice, tandis qu'Annika se contente de faire des lectures publiques de ses poèmes dans différents clubs ou soirées poétiques de la ville. C'est alors qu'un producteur propose un rôle à Annika, ce qui suscite jalousie et ressentiment. Les deux amies se brouillent définitivement. Gretchen est forcée de réorienter sa vie et ses ambitions.

## Source
- (en) Cet article est partiellement ou en totalité issu de l’article de Wikipédia en anglais intitulé « Andy Zeffer » (voir la liste des auteurs).